# Ściborowice
Ściborowice (niem. Stiebendorf) – wieś w Polsce, położona w województwie opolskim, w powiecie krapkowickim, w gminie Krapkowice. Historycznie leży na Górnym Śląsku, na ziemi prudnickiej. 
W latach 1945–1954 miejscowość należała do gminy Kórnica w powiecie prudnickim. W latach 1975–1998 miejscowość należała administracyjnie do ówczesnego województwa opolskiego.

## Nazwa
Nazwa wsi prawdopodobnie wywodzi się od imienia Ścibor lub Czcibor. Nazwa wioski brzmiała w swej historii Stiborowic, Stübendorf, Stiebendorf. 15 marca 1947 r. nadano miejscowości, wówczas administracyjnie należącej do powiatu prudnickiego, polską nazwę Ściborowice.

## Historia

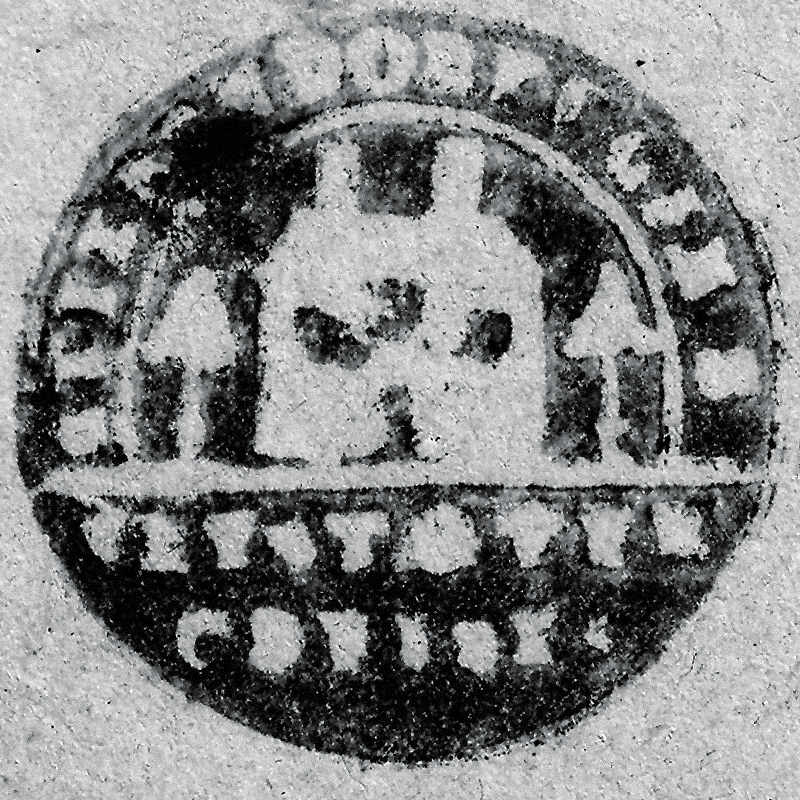
Pieczęć Ściborowic (1871)

Po raz pierwszy wieś wzmiankowana jest w dokumencie Liber fundationis biskupa wrocławskiego z 1305 r. Wioska przez pewien okres należy do posiadłości cystersów z klasztoru w Rud, a następnie właścicielami wsi bywają głównie rycerze. W 1412 r. miejscowość zostaje wydzierżawiona kolegiacie opolskiej. Od 1580 r. właścicielem zostaje Jan Lubowsky z Lubowic, a w kolejnych latach Ściborowice trafiają pod władanie rodziny von Holy, później von Schönburg, by w 2 poł. XVII w. trafić w granice posiadłości von Oppersdorffów, którzy, z przerwą na rzecz rodziny Reyman, będą tu panować do 1945 r. Czas Oppersdorffów był dla miejscowości dobrym czasem, gdyż odbudowano folwark, a także zbudowano gorzelnię i browar.

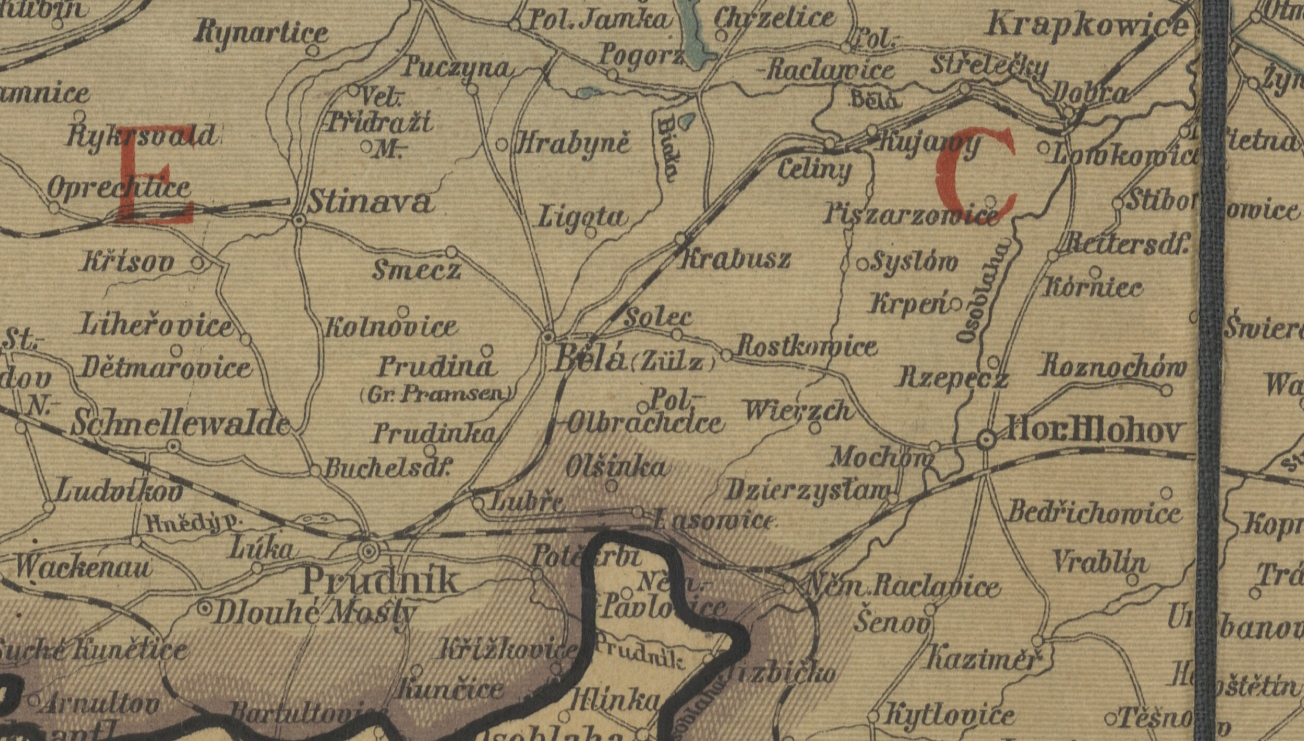
Ściborowice (Stiborowice) wśród miejscowości ziemi prudnickiej na czeskiej mapie z 1922

Do 1742 wieś należała do powiatu sądowego głogóweckiego w Monarchii Habsburgów. Po I wojnie śląskiej znalazła się w granicach Królestwa Prus i weszła w skład powiatu prudnickiego w prowincji Śląsk. Wieś posiadała swoją własną pieczęć, która przedstawiała w polu budynek pomiędzy dwoma drzewami, a w otoku napis: STIEBENDORFF GEM S / NEYSTAETER CREISE (pol. Gmina Ściborowice / Powiat Prudnicki). Według spisu ludności z 1 grudnia 1910, na 517 mieszkańców Ściborowic 19 posługiwało się językiem niemieckim, 373 językiem polskim, a 125 było dwujęzycznych. W 1921 w zasięgu plebiscytu na Górnym Śląsku znalazła się tylko część powiatu prudnickiego. Ściborowice znalazły się po stronie wschodniej, w obszarze objętym plebiscytem. W 1921 we wsi odgrywano polskie przedstawienia teatralne. W czasie II wojny światowej w Ściborowicach utworzono podobóz Stalag VIII B/E26 obozu jenieckiego w Łambinowicach dla jeńców z imperium brytyjskiego. Do 1956 roku Ściborowice należały do powiatu prudnickiego. W związku z reformą administracyjną, w 1956 Ściborowice zostały odłączone od powiatu prudnickiego i przyłączone do nowo utworzonego krapkowickiego. W miejscowości znajdowało się gospodarstwo Państwowego Ośrodka Hodowli Zarodowej w Głogówku.

## Integralne części wsi
| SIMC    | Nazwa      | Rodzaj    |
| ------- | ---------- | --------- |
| 0497354 | Jarczowice | część wsi |
| 0497360 | Wesoła     | część wsi |

## Mieszkańcy
Miejscowość zamieszkiwana jest przez mniejszość niemiecką oraz Ślązaków. Mieszkańcy wsi posługują się gwarą prudnicką, będącą odmianą dialektu śląskiego. Należą do podgrupy gwarowej nazywanej Kamiyniołrzy.

### Liczba mieszkańców wsi
- 1830 – 327[19]
- 1871 – 471[20]
- 1885 – 395[21]
- 1905 – 499[22]
- 1910 – 517[10]
- 1933 – 746[23]
- 1939 – 765[23]
- 1966 – 349[24]
- 1998 – 649[25]
- 2002 – 556[25]
- 2009 – 531[25]
- 2011 – 491[25]
- 2018 – 370
- 2019 – 373[26]

## Zabytki
Zgodnie z gminną ewidencją zabytków w Ściborowicach chronione są:
- kaplica przy domu ul. Dębowa 19
- dwór, ul. Krapkowicka 6
- zespół folwarczny w Jarczowicach:
  - budynek inwentarski (owczarnia), Jarczowice 10
  - stodoła, Jarczowice 10
  - rządcówka, Jarczowice 10
  - oficyna, Jarczowice 11

## Pomniki i obiekty upamiętniające
- Pomnik poległych w I i II wojnie światowej – pomnik w Ściborowicach powstały w latach 20. XX wieku jako upamiętnienie mieszkańców wsi, którzy polegli w I wojnie światowej. Po II wojnie światowej został rozbudowany. Na pomniku przedstawiono żołnierski hełm z liśćmi dębowymi, symbolizującymi męskość i mądrość, i bagnetem[28].

## Geografia
Ściborowice leżą na trasie Krapkowice – Głogówek.  

## Religia
Wieś przynależy do rzymskokatolickiej parafii w Komornikach.

## Turystyka
Oddział PTTK „Sudetów Wschodnich” w Prudniku ustanowił turystyczną Odznakę Krajoznawczą Ziemi Prudnickiej, którą zdobywa się poprzez zwiedzenie odpowiedniej liczby obiektów w miejscowościach położonych na ziemi prudnickiej, w tym w Ściborowicach.

## Bezpieczeństwo

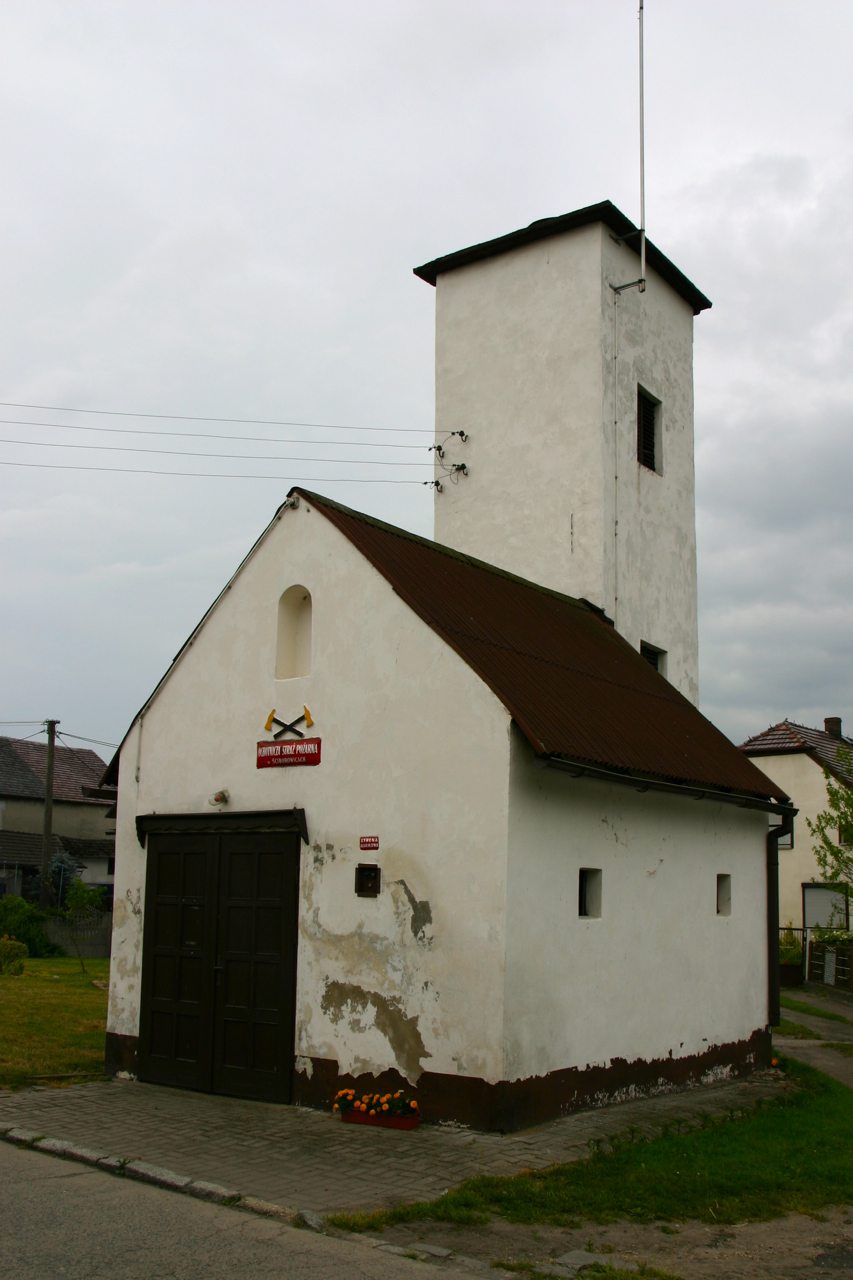
Remiza OSP Ściborowice

W zakresie ochrony przeciwpożarowej oraz innych miejscowych zagrożeń w Ściborowicach działa jednostka Ochotniczej Straży Pożarnej. Do 1998 bezpieczeństwo pożarowe w Ściborowicach było nadzorowane przez Komendę Rejonową PSP w Prudniku.
Miejscowość jest pod opieką dzielnicowego rejonu służbowego nr 6 Komendy Powiatowej Policji w Krapkowicach.
Teren wsi, jak i całej gminy Krapkowice, położony jest w strefie nadgranicznej w związku z czym Straż Graniczna dysponuje, na tym obszarze, specjalnymi kompetencjami w zakresie bezpieczeństwa. Gminę Krapkowice obejmuje zasięgiem służbowym placówka Straży Granicznej w Opolu ze Śląskiego Oddziału SG.

## Bibliografia

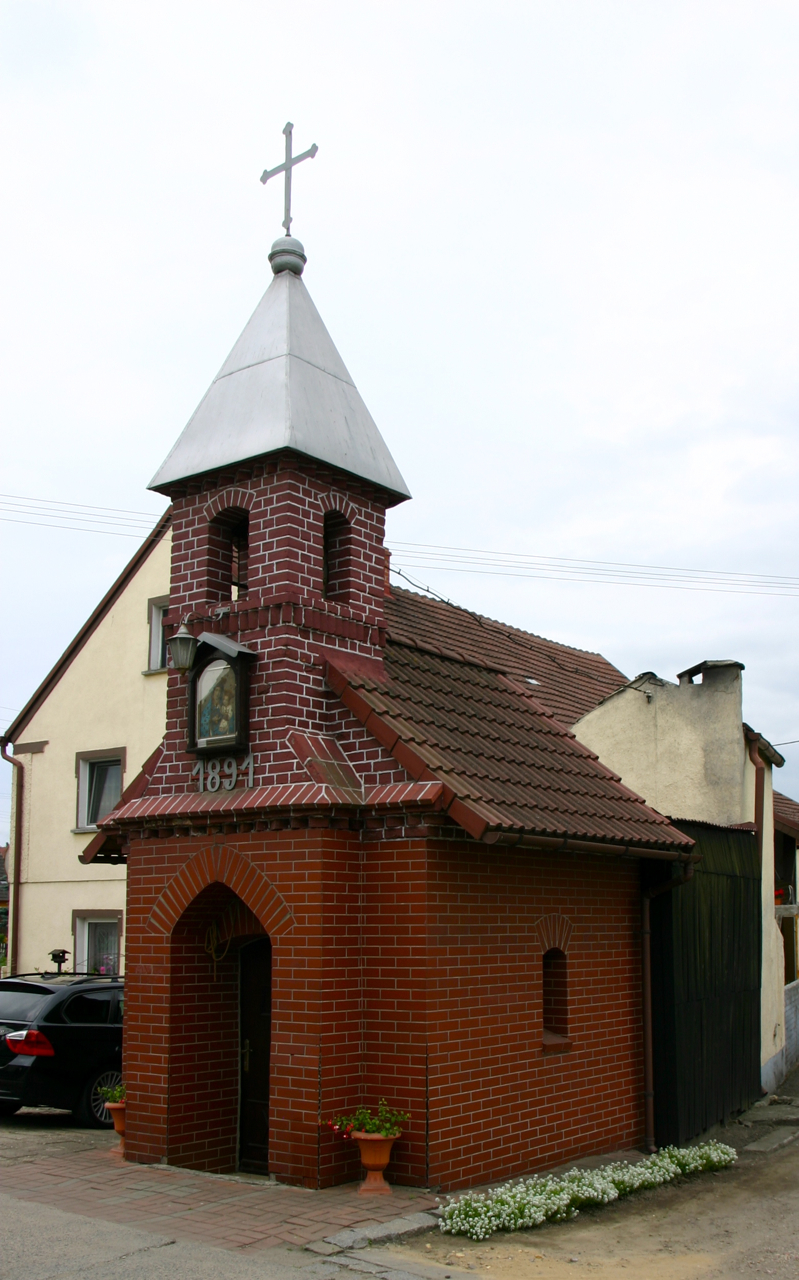
Kapliczka